# Debatik Curri
Debatik Curri est un footballeur albano-kosovar né le 28 décembre 1983 à Prishtina. Il évolue actuellement au FC Prishtina.

## Palmarès
- 2003-2005 :  KF Prishtina
- 2005-2010 :  FC Vorskla Poltava
- 2010- :  Gençlerbirliği

## Sélections
- 2006-2015 :  Albanie (44 sélections, 1 but)
- 2015- :  Kosovo (1 sélection, 0 buts)